# Henry Lidgbird Ball

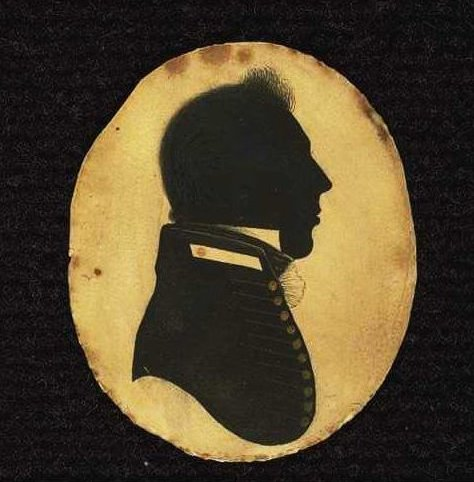
Henry Lidgbird Ball, um 1792

Henry Lidgbird Ball (getauft 7. Dezember 1756 in Woodchurch bei Birkenhead, Cheshire; † 22. Oktober 1818 in Mitcham, Surrey) war ein britischer Marineoffizier und Entdecker.

## Leben
Henry Lidgbird Ball diente in der Royal Navy und erreichte dort im April 1778 den Rang eines Lieutenant. Mit dem Cutter HMS Seaflower erhielt er 1783 sein erstes eigenes Kommando. 1787 wurde er Kommandant des Versorgungsschiffs HMS Supply. Dieses war eines der schnellsten Segelschiffe der First Fleet, einer großen britischen Flotte, die 1787 von Plymouth zu einer langen Reise auf die andere Seite der Welt unterwegs war. Balls Schiff landete vor allen anderen Schiffen im Januar 1788 in der Botany Bay nahe dem heutigen Sydney in Australien. Bei einer nur wenig später durchgeführten Erkundungsfahrt zur Norfolkinsel entdeckte Ball eine unbewohnte Inselgruppe, deren Hauptinsel er zu Ehren des damaligen britischen Flottenadmirals Richard Howe, 1. Earl Howe, damals Lord Howe Island nannte. Ball besuchte auf Seefahrten zwischen Sydney und der Norfolkinsel die von ihm neu entdeckte Inselgruppe mehrmals und erforschte vornehmlich die Hauptinsel. Er fertigte dabei auch eine einfache Karte der Lord-Howe-Insel an. Im November 1791 verließ er Australien, erreichte im April 1792 Plymouth und brachte dabei an Bord der HMS Supply das erste Känguru nach England.
Bei seiner Ankunft wurde er April 1792 zum Commander und später, im Juli 1795, zum Captain befördert. Er nahm als Kommandant verschiedener Kriegsschiffe an den Koalitionskriegen gegen Frankreich teil und wurde im Juni 1814 zum Rear-Admiral of the Blue befördert. Bereits 1812 war er unter Halbsold von Marinedienst freigestellt worden und erhielt in der Folgezeit kein Kommando mehr. Er starb 1818 in England.
Während seiner Zeit in Australien hatte er eine Beziehung zu der Strafgefangenen Sarah Partridge, mit der er eine uneheliche Tochter, Anne Maria (* 1789) hatte. Am 17. Juni 1802 heiratete er in erster Ehe in London Charlotte Foster, die bereits 1803 starb. Am 19. Juli 1810 heiratete er in zweiter Ehe in Kingston-upon-Thames Anne Georgianna Henrietta Johnston († nach 1818). Beide Ehen blieben kinderlos.
Nach ihm wurden unter anderem die Felseninsel Ball’s Pyramid und der Vulkankegel des Mount Lidgbird auf der Lord-Howe-Insel benannt.